# Sarcosomataceae
Sarcosomataceae là một họ nấm trong bộ Pezizales. Theo một ước tính năm 2008, họ này gồm 10 chi và 57 loài. Đa số các loài sống ở vùng ôn đới, sống hoại sinh trên gỗ mục.